# Saint-Amand-les-Eaux
Pour les articles homonymes, voir Saint-Amand.
Saint-Amand-les-Eaux (prononcé [sɛ̃.t‿a.mɑ̃ lɛ.z‿o]) est une commune française située dans le département du Nord, en région Hauts-de-France.
Saint-Amand-les-Eaux et la Scarpe marquent la limite est de la Flandre française à laquelle la ville appartient historiquement.

## Géographie

### Localisation
La commune est située à cheval entre le Tournaisis, la Pévèle et l'Ostrevent.
Principale ville de la Plaine de la Scarpe, elle est située à environ 10 km au nord-ouest de Valenciennes (chef-lieu d'arrondissement), à environ 35 km au sud-est de Lille (chef-lieu de département et de région) et à environ 20 km au sud de Tournai (province de Hainaut, Belgique).
Saint-Amand-les-Eaux se trouve quasiment au cœur du parc naturel régional Scarpe-Escaut, qui regroupe 48 communes (43 000 hectares et 162 000 habitants) et s'est associé avec le parc naturel des Plaines de l'Escaut (province de Hainaut, Belgique), en un parc naturel transfrontalier du Hainaut.
La maison du parc naturel régional Scarpe-Escaut, son siège, est située à Saint-Amand-les-Eaux..

### Communes limitrophes
Les communes limitrophes sont Nivelle, Raismes, Bruille-Saint-Amand, Lecelles, Rosult, Millonfosse et Hasnon.
| Lecelles           | Nivelle              | Bruille-Saint-Amand |
| Rosult             | Saint-Amand-les-Eaux |                     |
| Millonfosse Hasnon |                      | Raismes             |

### Géologie et relief
La superficie de la commune est de 33,81 km2 ; son altitude varie de 14  à   39 mètres.
Le site de Saint-Amand-les-Eaux correspond à de petites collines sableuses à proximité de la confluence de la Scarpe et du Décours

### Hydrographie

#### Réseau hydrographique

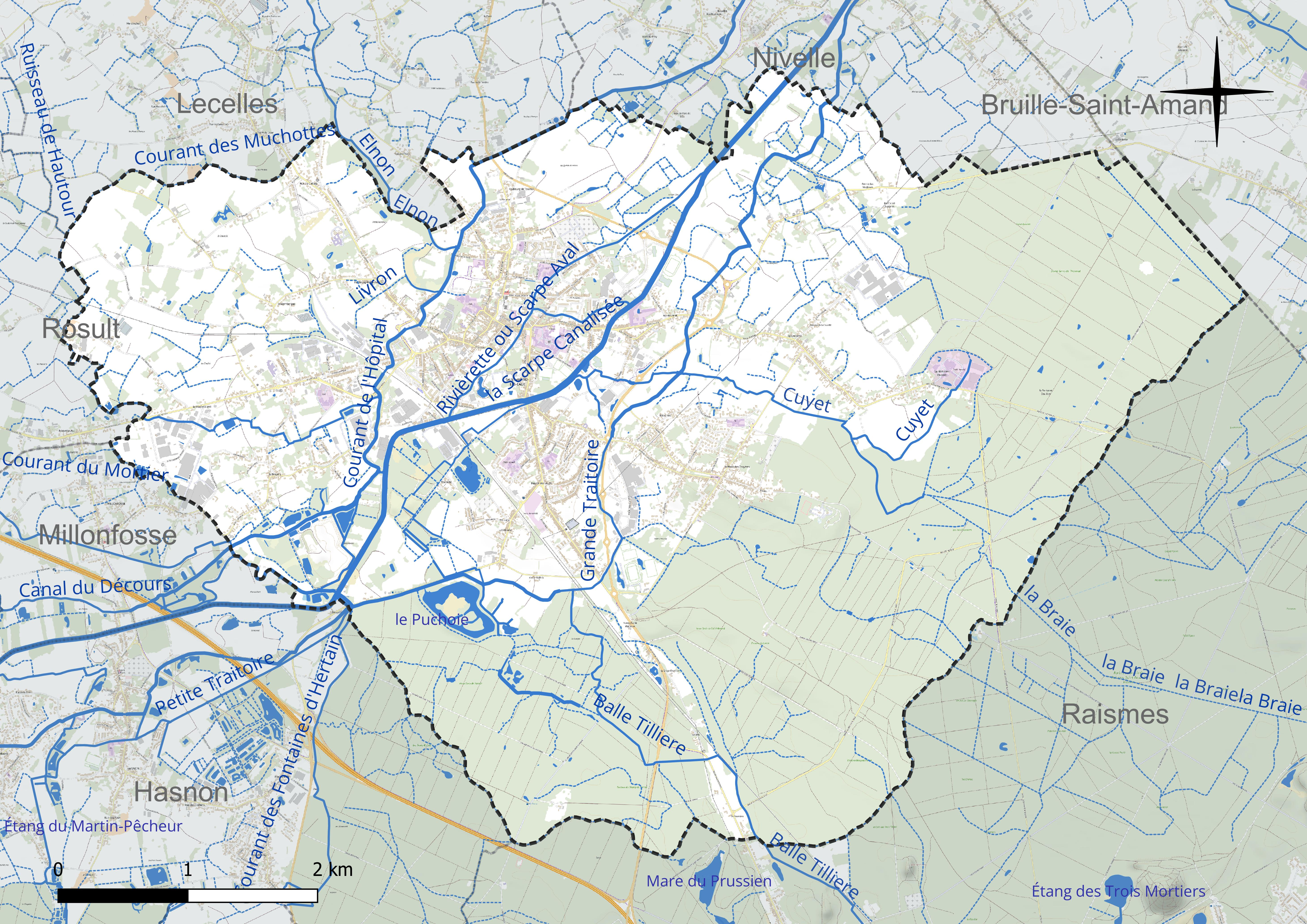
Réseau hydrographique de Saint-Amand-les-Eaux.

La commune est située dans le bassin Artois-Picardie.
Elle est drainée par le Courant de l'Hôpital, la Grande Traitoire, l'Elnon, le canal du Décours, le Courant des Fontaines d'Hertain, le Balle Tilliere, le Courant des Hamaides, la dérivation de la Grenouille, la dérivation de l'Anguille, la Rivièrette ou Scarpe Aval, le Cuyet, le Livron, le Courant des Muchottes, le Courant du Mortier, le ruisseau de Hautour et divers autres petits cours d'eau,.
La Scarpe canalisée et une section canalisée de la Scarpe, d'une longueur de 67 km, prend sa source dans la commune de Arras et se jette  dans l'Escaut canalisée à Mortagne-du-Nord, après avoir traversé 34 communes. Les caractéristiques hydrologiques de la Scarpe canalisée sont données par la station hydrologique située sur la commune. Le débit moyen mensuel est de 5,43 m3/s. Le débit moyen journalier maximum est de 39,812 m3/s, atteint le 9 juillet 2006.
Le Courant de l'Hôpital, d'une longueur de 29 km, prend sa source dans la commune de Auchy-lez-Orchies et se jette  dans la Scarpe canalisée à Thun-Saint-Amand, après avoir traversé 13 communes.
La Grande Traitoire est un canal, chenal et un cours d'eau naturel non navigable, d'une longueur de 24 km, qui prend sa source dans la commune de Pecquencourt et se jette  dans la Scarpe canalisée à Château-l'Abbaye, après avoir traversé onze communes.
L'Elnon, d'une longueur de 16 km, prend sa source près de Rumes, en Belgique, et se jette  dans le Courant de l'Hôpital sur la commune, après avoir traversé cinq communes. Les caractéristiques hydrologiques de l'Elnon sont données par la station hydrologique située sur la commune. Le débit moyen mensuel est de 0,435 m3/s. Le débit moyen journalier maximum est de 8,521 m3/s, atteint le 1er décembre 1993.
Le canal du Décours, d'une longueur de 16 km, prend sa source dans la commune de Flines-lez-Raches et se jette  dans la Scarpe canalisée sur la commune, après avoir traversé sept communes.
Le Courant de l'Hôpital, d'une longueur de 29 km, prend sa source dans la commune de Auchy-lez-Orchies et se jette  dans la Scarpe canalisée à Thun-Saint-Amand, après avoir traversé 13 communes.
L'Elnon, d'une longueur de 16 km, prend sa source près de Rumes, en Belgique, et se jette  dans le Courant de l'Hôpital sur la commune, après avoir traversé cinq communes. Les caractéristiques hydrologiques de l'Elnon sont données par la station hydrologique située sur la commune. Le débit moyen mensuel est de 0,435 m3/s. Le débit moyen journalier maximum est de 8,521 m3/s, atteint le 1er décembre 1993.
Un plan d'eau complète le réseau hydrographique : le Puchoie (9 ha),.

#### Gestion et qualité des eaux
Le territoire communal est couvert par le schéma d'aménagement et de gestion des eaux (SAGE) « Scarpe aval ». Ce document de planification concerne un territoire de 624 km2 de superficie, délimité par le bassin versant de la Scarpe aval, comprenant la Pévèle, la plaine de la Scarpe et le bassin minier avec l'Ostrevent. Le périmètre a été arrêté le 18 mars 1997 et le SAGE proprement dit a été approuvé le 12 mars 2009, puis révisé le 5 juillet 2021. La structure porteuse de l'élaboration et de la mise en œuvre est le parc naturel régional Scarpe-Escaut.
La qualité des cours d'eau peut être consultée sur un site dédié géré par les agences de l'eau et l'Agence française pour la biodiversité.

### Climat
Pour des articles plus généraux, voir Climat des Hauts-de-France et Climat du Nord.
En 2010, le climat de la commune est de type climat océanique dégradé des plaines du Centre et du Nord, selon une étude du CNRS s'appuyant sur une série de données couvrant la période 1971-2000. En 2020, Météo-France publie une typologie des climats de la France métropolitaine dans laquelle la commune est dans une zone de transition entre le climat océanique et le climat océanique altéré et est dans la région climatique Nord-est du bassin Parisien, caractérisée par un ensoleillement médiocre, une pluviométrie moyenne régulièrement répartie au cours de l'année et un hiver froid (3 °C).
Pour la période 1971-2000, la température annuelle moyenne est de 10,6 °C, avec une amplitude thermique annuelle de 14,7 °C. Le cumul annuel moyen de précipitations est de 707 mm, avec 11,8 jours de précipitations en janvier et 9,4 jours en juillet. Pour la période 1991-2020, la température moyenne annuelle observée sur la station météorologique la plus proche, située sur la commune de Valenciennes à 12 km à vol d'oiseau, est de 11,0 °C et le cumul annuel moyen de précipitations est de 694,1 mm,. Pour l'avenir, les paramètres climatiques de la commune estimés pour 2050 selon différents scénarios d'émission de gaz à effet de serre sont consultables sur un site dédié publié par Météo-France en novembre 2022.

## Urbanisme

### Typologie
Au 1er janvier 2024, Saint-Amand-les-Eaux est catégorisée centre urbain intermédiaire, selon la nouvelle grille communale de densité à sept niveaux définie par l'Insee en 2022.
Elle appartient à l'unité urbaine de Saint-Amand-les-Eaux, une agglomération intra-départementale regroupant 15  communes, dont elle est ville-centre,,.
Par ailleurs la commune fait partie de l'aire d'attraction de Lille (partie française), dont elle est une commune de la couronne,. Cette aire, qui regroupe 201 communes, est catégorisée dans les aires de 700 000 habitants ou plus (hors Paris),.

### Occupation des sols

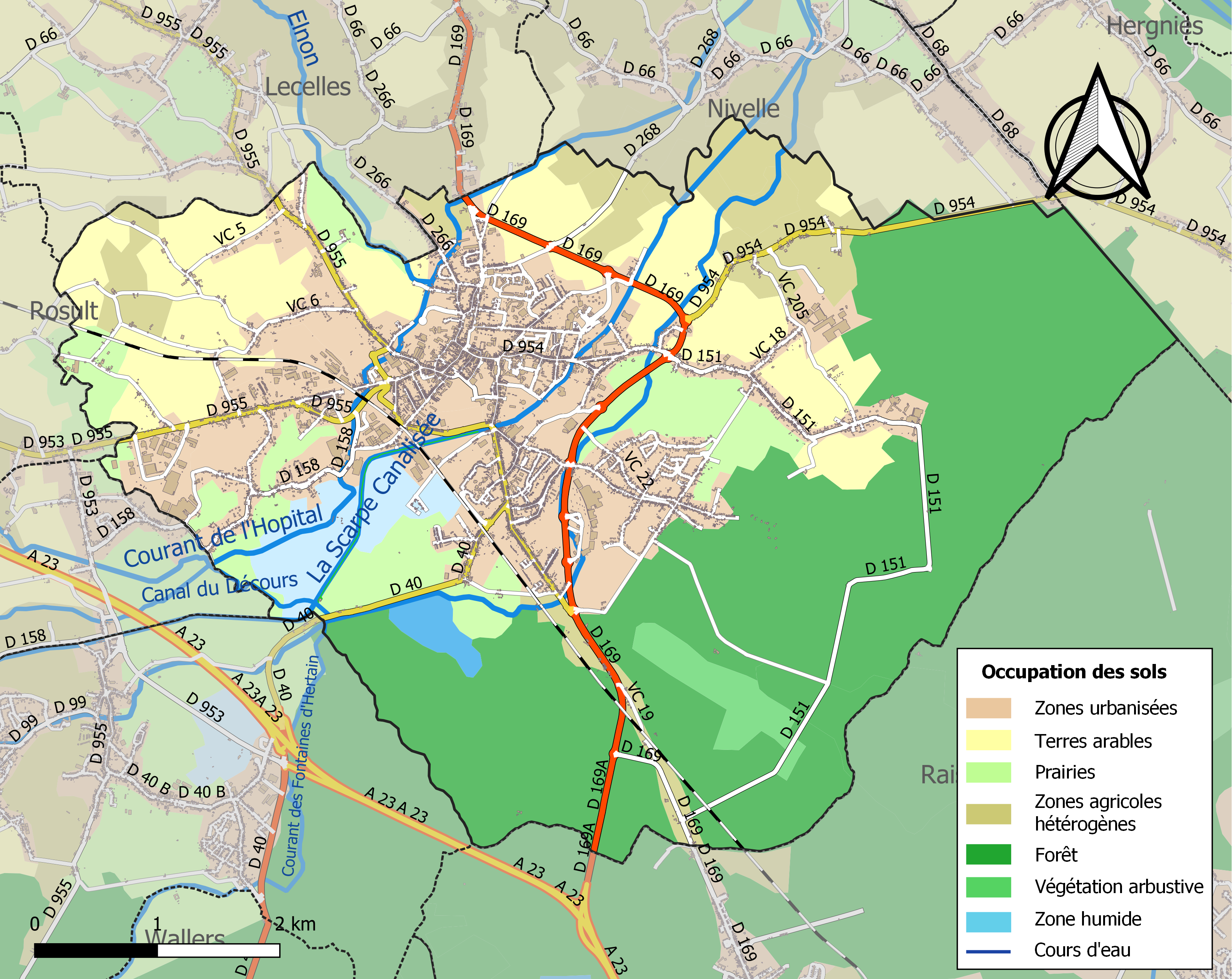
Carte des infrastructures et de l'occupation des sols de la commune en 2018 (CLC).

L'occupation des sols de la commune, telle qu'elle ressort de la base de données européenne d'occupation biophysique des sols Corine Land Cover (CLC), est marquée par l'importance des forêts et milieux semi-naturels (41,1 % en 2018), une proportion identique à celle de 1990 (41,1 %).
La répartition détaillée en 2018 est la suivante : forêts (39,5 %), zones urbanisées (21,9 %), terres arables (13,8 %), prairies (8 %), zones agricoles hétérogènes (7,8 %), zones industrielles ou commerciales et réseaux de communication (3,9 %), zones humides intérieures (2,8 %), milieux à végétation arbustive et/ou herbacée (1,6 %), eaux continentales (0,8 %).
L'évolution de l'occupation des sols de la commune et de ses infrastructures peut être observée sur les différentes représentations cartographiques du territoire : la carte de Cassini (XVIIIe siècle), la carte d'état-major (1820-1866) et les cartes ou photos aériennes de l'IGN pour la période actuelle (1950 à aujourd'hui).

### Habitat et logement
En 2021, le nombre total de logements dans la commune était de 7 994, alors qu'il était de 7 798 en 2016 et de 7 508 en 2011.
Parmi ces logements, 88,9 % étaient des résidences principales, 1,5 % des résidences secondaires et 9,5 % des logements vacants. Ces logements étaient pour 70,2 % d'entre eux des maisons individuelles et pour 29,5 % des appartements.
Le tableau ci-dessous présente la typologie des logements à Saint-Amand-les-Eaux en 2021 en comparaison avec celle du Nord et de la France entière. Une caractéristique marquante du parc de logements est ainsi la faible proportion des résidences secondaires et logements occasionnels (1,5 %) par rapport au département (1,8 %) et à la France entière (9,7 %).
| Typologie                                               | Saint-Amand-les-Eaux | Nord | France entière |
| ------------------------------------------------------- | -------------------- | ---- | -------------- |
| Résidences principales (en %)                           | 88,9                 | 90,9 | 82,2           |
| Résidences secondaires et logements occasionnels (en %) | 1,5                  | 1,8  | 9,7            |
| Logements vacants (en %)                                | 9,5                  | 7,4  | 8,1            |

La commune respecte les obligations qui lui sont faites par l'article 55 de la loi SRU de disposer d'au moins 20 % de son parc de résidences principales constitué de logements sociaux.

### Voies de communications et transports
La  gare de Saint-Amand-les-Eaux est desservie par des trains assurant des relations entre Lille et Valenciennes, Maubeuge, Jeumont, Hirson et Charleville-Mézières.
La commune est desservie par les lignes 12, 107, 108, 121, 133, 134, G et la navette L'Amanditour du réseau Transvilles. Elle est également desservie par les lignes 872 et 874 du réseau interurbain Arc-en-Ciel 2.

## Toponymie
Monasterium Elnonense Sancti Amandi. Elnonensis urbs, abbatia.  Helno, Villa Helnonis. Amandopolis in pabulâ. Divi Amandi oppidum. Saint Amand-en Pévèle. Elnon-libre (sous la 1re république).
Selon le site Web de la ville, Saint-Amand, outre le nom d'Elnon, datant de l'époque mérovingienne, a également porté le nom de Saint-Amand-en-Pévèle (du latin in pabula, signifiant « dans un pays de pâturages »), sans précision quant à l'époque de cette dénomination ni à sa durée exacte. On trouve l'inscription Sancti Amandi in Pabula sur le blason de la ville. Durant la période révolutionnaire, à la demande des autorités et par décret du 25 vendémiaire an II - 16 octobre 1793), comme beaucoup de communes de France dont le nom tient alors d'une connotation d'ancienne noblesse ou religieuse, Saint-Amand prend le nom de Elnon-libre.
Malte-Brun, dans la France illustrée (1882) lui donne le nom de Saint-Amand, tout en mentionnant déjà l'existence d'une dénomination alternative Saint-Amand-les-Eaux.
La commune a officiellement pris le nom de Saint-Amand-les-Eaux, par décret du 10 mai 1962, paru au Journal officiel du 15 mai 1962.
La ville est dénommée Sint-Amands-aan-de-Skarpe en flamand.

## Histoire
Section tirée de la France illustrée, tome III, de Victor Adolphe Malte-Brun (1882)

### Antiquité
- La Fontaine Bouillon[36]

La remise en service de la source thermale en 1697 provoqua la découverte d'un site antique. On observa la présence de nombreuses pièces de bois et de plus de deux cents statues du même matériau, longues de plus de trois mètres. Elles étaient placées sur des lits de planches et certaines représentaient des guerriers casqués armés de lances ou des personnages en robes longues. On y trouvait des monnaies de César, Auguste, Néron, Vespasien et Trajan. Un chemin assurait un accès au lieu, qui semble avoir été un sanctuaire de source orné d'ex-voto en bois, comparable aux bois sculptés des sources de la Seine ou à la source des Roches à Chamalières. Des statuettes de Pan, Cupidon et Mercure ainsi qu'un autel en bronze orné de Romulus et Rémus et diverses monnaies antiques furent découverts en 1743.
- Vicus Helena[37]

En 448, un corps de soldats romains où se trouvait le futur empereur Majorien défit des Francs réunis à un mariage, dans ce qui fut appelé la bataille du Vicus Helena. L'événement fut rapporté par Sidoine Apollinaire. Certains historiens le situent à Elnon, sur la base de l'analyse des déplacements des Francs sur l'axe Tournai/Cambrai et d'une confusion entre Helena et Elnona (Elnon) de la part de Sidoine Apollinaire.

### Moyen Âge
Au VIIe siècle, Saint-Amand n'est qu'un village connu sous le nom d'Elnon. Dagobert, ce roi mérovingien grand ami du clergé, en fit don à saint Amand. Celui-ci, pour conquérir à la foi chrétienne les peuplades encore éparses dans les vastes forêts de la Flandre, y fonda un monastère ; il en fut le premier abbé et lui donna son nom. Ainsi fut formée, du village et du monastère, la petite ville de Saint-Amand. L'abbaye ne tarda pas à devenir importante, et, sous la dynastie carolingienne, son école monastique jouissait d'une grande réputation et était fréquentée par un grand nombre de jeunes gens qui venaient de bien loin y apprendre la lecture, la grammaire et l'écriture.
Sa célébrité lui avait valu de grandes richesses ; mais, en 880, les Normands envahisseurs, sous la conduite de leur roi Bigier et d'un autre chef fameux nommé Hasting, se répandirent le long des rives de la Scarpe et de l'Escaut. À leur approche, on transporta dans l'église de Sainte-Marie de Douai, pour le soustraire à la profanation, le corps de saint Amand. Ce corps de l'un des premiers et des plus célèbres apôtres de la Belgique était l'objet d'une profonde vénération ; les peuples attachaient un grand prix à le conserver, surtout depuis que l'abbé Lanthaire en avait fait la levée en l'année 840, c'est-à-dire cent cinquante ans après l'inhumation du saint, et qu'on l'avait trouvé entièrement conservé, ce que la piété des fidèles attribuait à un miracle. Les Normands pillèrent et incendièrent l'abbaye ; le roi Louis III accourut, mais trop tard, à la défense du pays, poursuivit les pillards, les atteignit près de Saucourt-en-Vimeu et les battit.

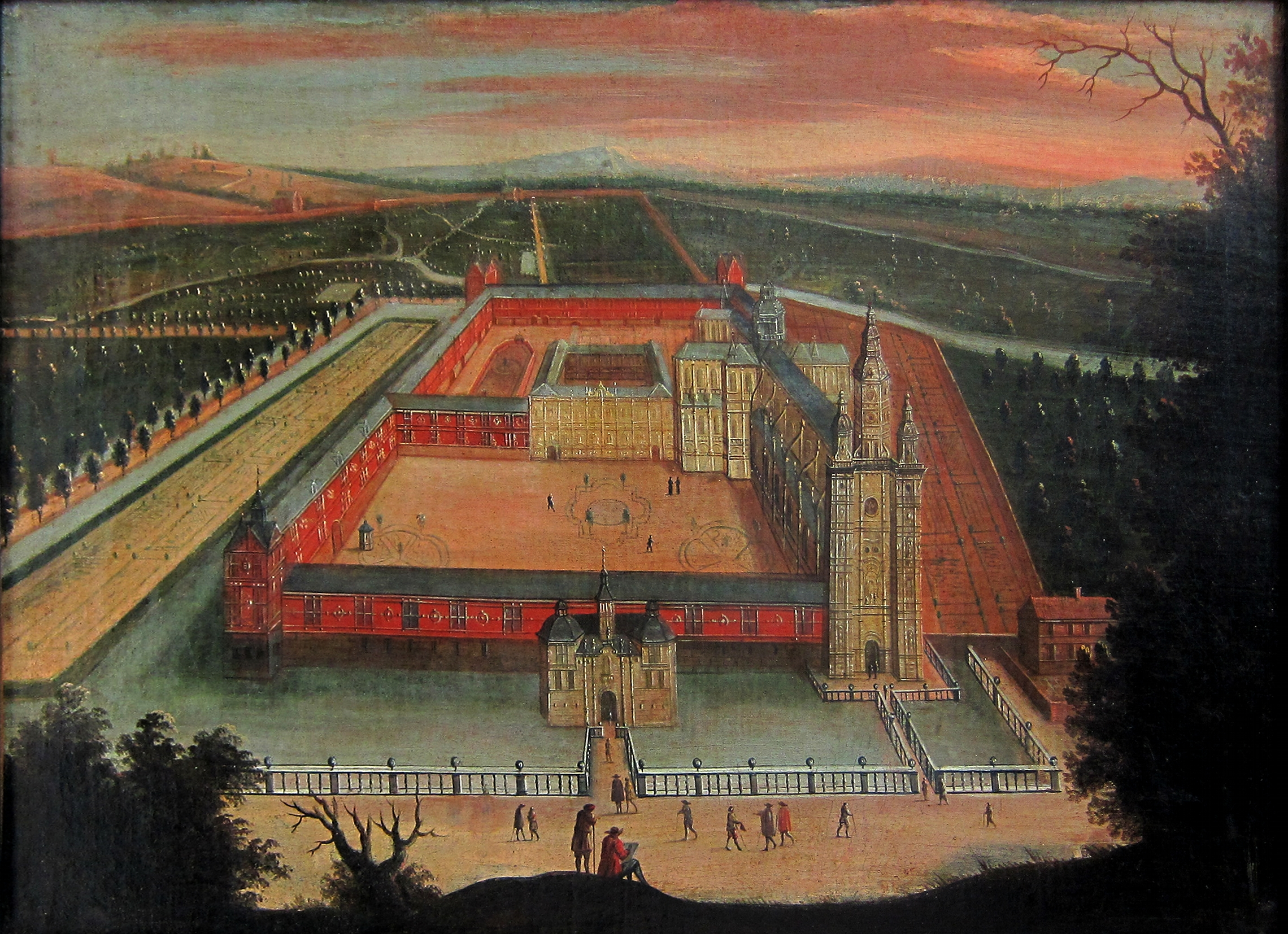
L'abbaye baroque de Saint-Amand.

Le monastère de Saint-Amand sort bientôt de ses ruines ; la munificence des rois et des barons, le défrichement qu'opèrent les religieux et les serfs lui rendent bientôt les richesses perdues, et sa prospérité devient  si grande, que les abbés reconnaissants sont des premiers à accorder aux habitants du bourg de Saint-Amand des lois et des franchises communales.
En 1340, au commencement de la guerre de Cent Ans, le comte Jean de Hainaut, allié des Anglais, met le feu à l'abbaye et à la ville, après en avoir massacré tous les habitants alliés du roi de France, pour se venger des bourgeois et de la garnison qui avaient dévasté sa ville d'Hasnon.
En 1477, la ville s'étant déclarée prématurément, à la mort de Charles le Téméraire, pour Louis XI, la duchesse Marie de Bourgogne la fair investir et saccager.

### Temps modernes
Devenue française, Antoine Ier de Ligne s'en empare en 1521, au nom de l'heureux rival de François Ier, l'empereur Charles-Quint ; les Français s'en rendent maîtres de nouveau sous Louis XIII ; enfin, en 1667, elle est définitivement cédée à la France par le traité d'Utrecht.
L'abbaye, reconstruite au milieu du XVIIe siècle, subsiste jusqu'à la Révolution ; l'église avait été en partie rebâtie en 1634 ; le voyageur en admire encore aujourd'hui la tour élancée, qui sert d'horloge publique, de beffroi et de musée. Elle est construite en grès et en pierre blanche, sculptée de la base au faîte ; sa hauteur est d'environ 100 mètres, et l'on arrive au sommet par un étroit escalier de 450 marches.
La faïencerie de Saint-Amand avait été fondée aux alentours de 1740 par le tournaisien Pierre Joseph Fauquez. La marque de fabrique des faïences de Saint-Amand est symbolisée par un entrelacement complexe des initiales du nom du fondateur et de celui de la ville (P. F. et S. A.).

### Révolution française et Empire
Le 1er avril 1793, Dumouriez, ayant évacué le territoire belge après sa défaite de Neerwinden, établit son quartier général à Saint-Amand ; il y fait arrêter les commissaires que la Convention lui avait envoyés et les remet aux Autrichiens. Ses soldats refusant de le suivre dans un coup d'État, il doit s'exiler et abandonner le camp révolutionnaire.
Pour les transports, en 1802-1803, la ville est située sur le trajet des diligences, aller et retour, reliant Lille à Valenciennes.
En 1808, on trouve à Saint-Amand un dépôt de sûreté, où on enferme les petits délinquants avant leur transfert en maison d'arrêt.

### Époque contemporaine

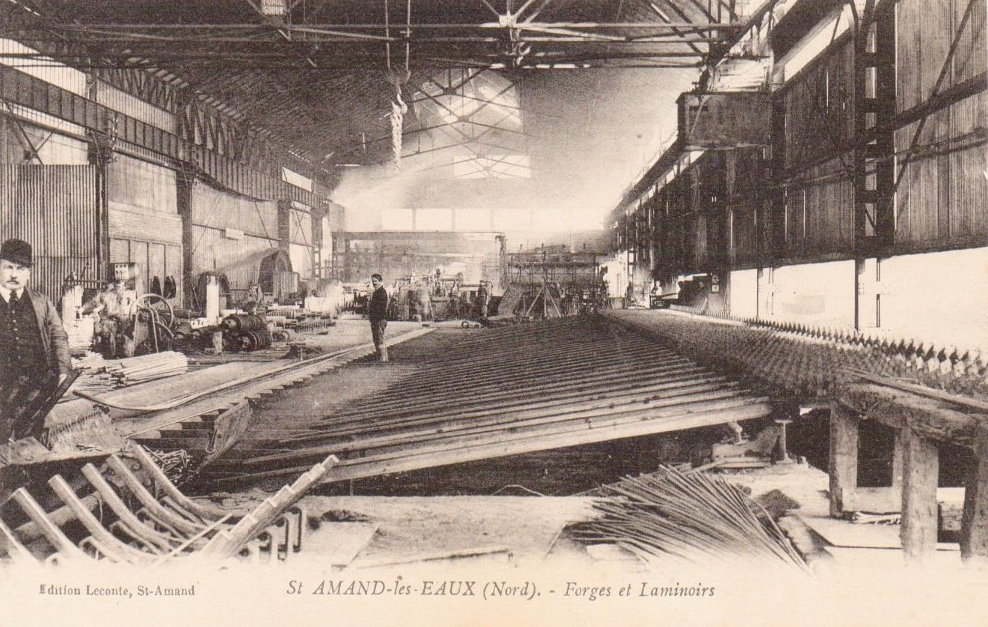
Forges et laminoirs - aciérie -
Saint-Amand-les-Eaux.

Malte-Brun mentionne en 1882, dans l'article de la France illustrée consacré à Saint-Amand, une aciérie, des sucreries, une fabrique de clous, une fabrique de bonneterie de laine et de coton, une fabrique de chaînes-câbles, une manufacture de porcelaine, des tanneries, des distilleries, des moulins, des savonneries et des fabriques d'huile. Il mentionne également un commerce de chanvre, de bois de construction et de charbon et cite, sur le territoire de la commune, une forêt domaniale de « 3 400 hectares », soit plus que la superficie actuelle de la commune. Peut-être cette superficie incluait-elle des sections forestières implantées sur les territoires d'une ou plusieurs autres communes ?
Entre 1896 et 1932, le chemin de fer de Saint-Amand à Hellemmes, une ligne de 32 km est mise en service.
En 1902, Saint-Amand est relié à Valenciennes par  son tramway. Cette desserte cesse en 1966 et est remplacée par des dessertes par autobus.
Le jeudi 19 juillet 1962, Saint-Amand-les-Eaux, et son maire Georges Donnez, qui gagne en la circonstance le surnom de Jojo, et Armentières administrée par Gérard Haesebroeck connaissent un moment de popularité nationale lors de la première du jeu télévisé Intervilles qui oppose les deux villes. Les deux maires participent aux épreuves en réalisant une épreuve de tirs au but. Saint-Amand l'emporte brillamment et ira jusqu'en finale où elle perd contre Dax

Durant la Première Guerre mondiale, le 24 août 1914, l'arrivée des Allemands entraîne le départ d'habitants réfugiés notamment dans les Alpes-Maritimes.
On note en 1935 une usine de fabrication de moteurs Aubier&Dunne 540 cmc, deux temps, deux cylindres, refroidissement par air dont un type spécial pour les avions Pou-du-ciel[réf. nécessaire].
Un célèbre dictionnaire encyclopédique[Lequel ?] mentionne, en 1964[source insuffisante] :
- industrie métallurgiques (laminage, tréfilage, chaudronnerie, chaînes d'ancre, galvanisation, moteurs) ;
- industrie textile (bonneterie) ;
- fabrique de céramiques et faïencerie ;
- tannerie.

## Politique et administration

### Rattachements administratifs et électoraux

#### Rattachements administratifs
La commune se trouve depuis 1824 dans l'arrondissement de Valenciennes du département du Nord,.
Elle était chef-lieu depuis 1801 de deux cantons : le canton de Saint-Amand-les-Eaux-Rive droite et le canton de Saint-Amand-les-Eaux-Rive gauche. Dans le cadre du redécoupage cantonal de 2014 en France, cette circonscription administrative territoriale a disparu, et le canton n'est plus qu'une circonscription électorale.

#### Rattachements électoraux
Pour les élections départementales, la commune est depuis 2014 le bureau centralisateur du Canton de Saint-Amand-les-Eaux.
Pour l'élection des députés, elle fait partie depuis 1988 de la vingtième circonscription du Nord.

### Intercommunalité
La commune est membre de la communauté d'agglomération de la Porte du Hainaut, un établissement public de coopération intercommunale (EPCI) à fiscalité propre créé en 2001 et auquel la commune a transféré un certain nombre de ses compétences, dans les conditions déterminées par le code général des collectivités territoriales

### Élections municipales et communautaires
Au premier tour des élections municipales de 2014 dans le Nord, la liste PCF menée par le maire sortant, Alain Bocquet obtient la majorité absolue des suffrages exprimés, avec 5 469 voix (75,77 %, 30 conseillers municipaux élus dont 7 communautes), devançant très largement les listes menées respectivement par :

- Éric Castelain 	(UMP-UDI, 1 349 voix, 18,69 %, 3 conseillers municipaux élus) ;

- Marielle Cuvelier (EELV, 399 voix, 5,52 %, pas d'élus.

Lors de ce scrutin, 42,67 % des électeurs se sont abstenus.
Au premier tour des élections municipales de 2020 dans le Nord, la liste PCF menée par le maire sortant, Alain Bocquet obtient la majorité absolue des suffrages exprimés, avec 2 485 voix (50,96 %, 25 conseillers municipaux élus dont 8 communautaires), devançant très largement les listes menées respectivement par : 

-  Éric Renaud (DVG, 1 404 voix, 28,79 %, 5 conseillers municipaux élus dont 1 communautaire) ; 

- Guillaume Florquin (RN, 571 voix, 11,71 %, 2 conseillers municipaux élus) ; 

- Éric Castelain (DVD, 416 voix, 8,53 %, 1 conseiller municipal élu).

Lors de ce scrutin marqué par la pandémie de Covid-19 en France, 60,58 % des électeurs se sont abstenus.

#### Liste des maires
| Période          | Période                  | Identité                | Étiquette                            | Qualité |
| ---------------- | ------------------------ | ----------------------- | ------------------------------------ | --- |
| 1790             | 1792                     | Charles Bar             |                                      | Premier maire républicain élu Occupait cette fonction dès 1789 Destitué pour complaisance avec l'Autriche                                                                                       |
| 1792             | 1792                     | Adrien Dubois-Durabo    |                                      | Négociant Maire provisoire |
| 1792             | 1800                     | Philippe Leblan         |                                      | Rentier Décédé pendant son mandat |
| 1800             | 1801                     | Mathieu Lenglé          |                                      | Médecin Maire par intérim |
| 1801             | 1801                     | Adrien Dubois-Durabo    |                                      | Négociant Maire provisoire |
| 1801             | 1808                     | Séraphin Waché          |                                      | Juge de paix, avocat en parlement, et brasseur |
| 1808             | 1827                     | Hyacinthe Motte         |                                      | Propriétaire Décédé pendant son mandat |
| 1827             | 1828                     | Charles Druon           |                                      | Maire par intérim |
| 1828             | 1832                     | Colomban Desespringalle |                                      | Receveur des hospices |
| 1832             | 1848                     | Ange Sterlin            |                                      | Propriétaire, négociant |
| 1848             | 1863                     | Albert Nicolle          |                                      | Propriétaire |
| 1863             | 1870                     | Alphonse de Moncheaux   |                                      | Contrôleur des contributions directes |
| 1870             | 1870                     | Antoine Barbieux        |                                      | Notaire Refuse la fonction de maire après avoir été élu |
| 1870             | 1872                     | Pierre Nicolle          |                                      | Banquier |
| 1872             | 1872                     | Camille Basiez          |                                      | Cultivateur |
| 1872             | 1878                     | Emir André              |                                      | Marchand brasseur |
| 1878             | 1888                     | Hector Bruneau          |                                      | Fabricant en bonneterie |
| 1888             | 1900                     | Jules Sirot,            | Républicain                          | Maitre de forges des forges et laminoirs de Saint-Amand Député du Nord (1889 → 1893) Conseiller général de Saint-Amand-les-Eaux-Rive droite (1877 → 1913)                                       |
| 1900             | 1919                     | Émile Davaine,          | Gauche radicale Gauche démocratique  | Agriculteur Député du Nord (1910 → 1914) Sénateur du Nord (1924 → 1933) Conseiller général de Saint-Amand-les-Eaux-Rive gauche (1892 → 1937)                                                    |
| 1919             | 1943                     | Ernest Couteaux,        | SFIO                                 | Géomètre en chef Député du Nord (1919 → 1928 et 1932 → 1936) Sénateur du Nord (1946 → 1947) Conseiller général de Saint-Amand-les-Eaux-Rive droite (1913 → 1940) Révoqué par le Régime de Vichy |
| mai 1945         | octobre 1947             | Alfred Lemaitre         | PCF                                  | Peintre faïencier, résistant FTPF Conseiller général de Saint-Amand-les-Eaux-Rive droite (1945 → 1949)                                                                                          |
| octobre 1947     | novembre 1947            | Ernest Couteaux,        | SFIO                                 | Géomètre en chef Député du Nord (1919 → 1928 et 1932 → 1936) Sénateur du Nord (1946 → 1947) Conseiller général de Saint-Amand-les-Eaux-Rive droite (1913 → 1940) Mort en fonction               |
| décembre 1947    | mai 1953                 | Paul Manouvrier         | SFIO                                 | Ingénieur chimiste, ancien adjoint au maire Conseiller général de Saint-Amand-les-Eaux-Rive droite (1949 → 1967)                                                                                |
| mai 1953         | juin 1995                | Georges Donnez,         | SFIO puis PDS puis MDSF puis UDF-PSD | Avocat Parlementaire européen (1979 → 1989) Député du Nord (19e circ) (1973 → 1978) Conseiller général de St-Amand rive gauche (1958 → 2001)                                                    |
| 25 juin 1995     | 30 janvier 2025          | Alain Bocquet           | PCF                                  | Éducateur spécialisé Député du Nord (19e puis 20e circ.) (1978 → 2017) Président de la CA Porte du Hainaut (2000 → 2020) Démissionnaire                                                         |
| 30 janvier 2025, | En cours (au 25.07.2025) | Fabien Roussel          | PCF                                  | Journaliste Député du Nord (20e circ.) (2017 → 2024) Secrétaire national du PCF (2018 → ) |

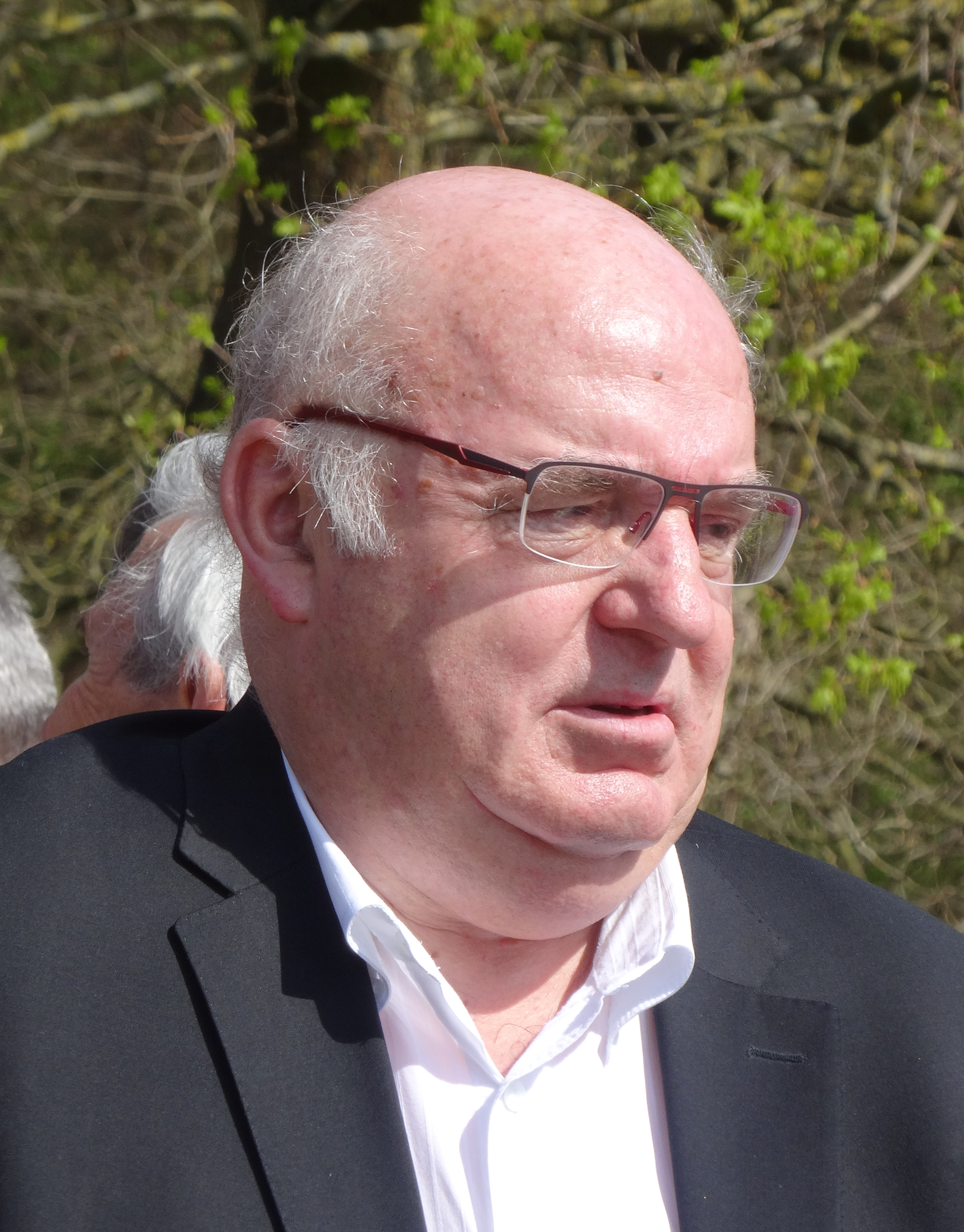
Alain Bocquet en 2014.
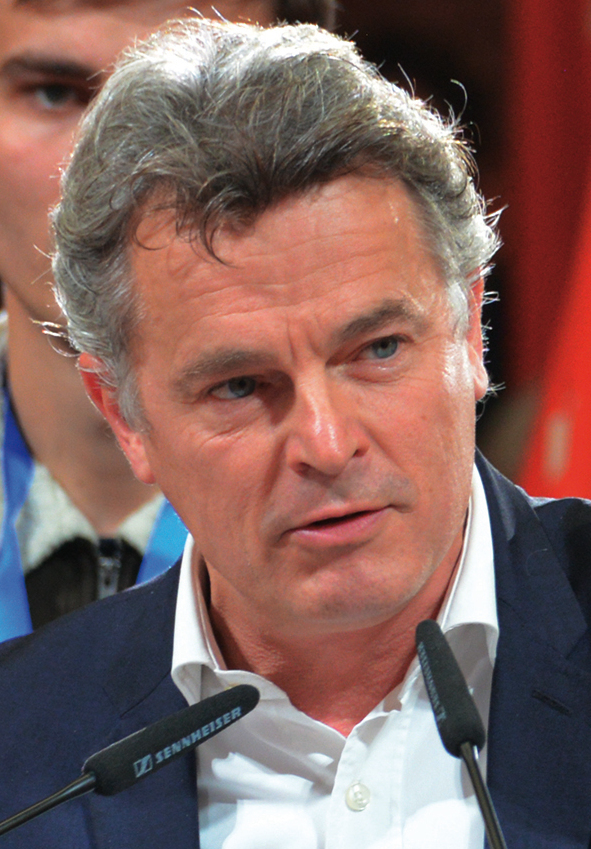
Fabien Roussel en 2018

### Européennes de 2024
La liste conduite par Jordan Bardella (RN) arrive première (38,51% contre 33,05% en 2019),, celle de Léon Deffontaines (PCF) arrive deuxième (16,84% contre 10,39% en 2019),, la liste de Valérie Hayer n'étant que 3ème avec 16,67% (contre 16,75% en 2019),. La participation est en légère baisse, à 46,88% contre 47,59%,, toujours inférieure à la moyenne nationale (52,50%).

### Jumelages
- Andernach (Allemagne) depuis 1959
- Dimona (Israël) depuis 1966
- Tivoli (Italie) depuis 2001

## Équipements et services publics

### Justice, sécurité, secours et défense
La commune relève du tribunal d'instance de Valenciennes, du tribunal de grande instance de Valenciennes, de la cour d'appel de Douai, du tribunal pour enfants de Valenciennes, du conseil de prud'hommes de Valenciennes, du tribunal de commerce de Valenciennes, du tribunal administratif de Lille et de la cour administrative d'appel de Douai.

## Population et société

### Démographie

#### Évolution démographique
L'évolution du nombre d'habitants est connue à travers les recensements de la population effectués dans la commune depuis 1800. Pour les communes de plus de 10 000 habitants les recensements ont lieu chaque année à la suite d'une enquête par sondage auprès d'un échantillon d'adresses représentant 8 % de leurs logements, contrairement aux autres communes qui ont un recensement réel tous les cinq ans,.

En 2022, la commune comptait 16 042 habitants, en évolution de −0,65 % par rapport à 2016 (Nord : +0,51 %, France hors Mayotte : +2,11 %).
| 1800  | 1806  | 1821  | 1831  | 1836  | 1841  | 1846  | 1851  | 1856  |
| ----- | ----- | ----- | ----- | ----- | ----- | ----- | ----- | ----- |
| 8 039 | 8 178 | 8 516 | 8 734 | 8 956 | 9 118 | 9 453 | 9 527 | 9 520 |

| 1861   | 1866   | 1872   | 1876   | 1881   | 1886   | 1891   | 1896   | 1901   |
| ------ | ------ | ------ | ------ | ------ | ------ | ------ | ------ | ------ |
| 10 210 | 10 369 | 10 574 | 10 716 | 11 184 | 12 187 | 12 043 | 13 038 | 13 705 |

| 1906   | 1911   | 1921   | 1926   | 1931   | 1936   | 1946   | 1954   | 1962   |
| ------ | ------ | ------ | ------ | ------ | ------ | ------ | ------ | ------ |
| 14 454 | 14 828 | 13 394 | 14 809 | 14 720 | 14 762 | 14 218 | 14 718 | 16 674 |

| 1968   | 1975   | 1982   | 1990   | 1999   | 2006   | 2011   | 2016   | 2021   |
| ------ | ------ | ------ | ------ | ------ | ------ | ------ | ------ | ------ |
| 17 170 | 16 692 | 16 199 | 16 776 | 17 175 | 16 590 | 16 734 | 16 147 | 15 980 |

| 2022   | - | - | - | - | - | - | - | - |
| ------ | - | - | - | - | - | - | - | - |
| 16 042 | - | - | - | - | - | - | - | - |

#### Pyramide des âges
La population de la commune est plus âgée que celle du département. En 2021, le taux de personnes d'un âge inférieur à 30 ans s'élève à 34 %, soit en dessous de la moyenne départementale (39 %). À l'inverse, le taux de personnes d'âge supérieur à 60 ans est de 27,2 % la même année, alors qu'il est de 23,2 % au niveau départemental.
En 2021, la commune comptait 7 605 hommes pour 8 375 femmes, soit un taux de 52,41 % de femmes, légèrement supérieur au taux départemental (51,77 %).
Les pyramides des âges de la commune et du département s'établissent comme suit.
| Hommes | Classe d’âge | Femmes |
| ------ | ------------ | ------ |
| 0,6    | 90 ou +      | 2,2    |
| 5,7    | 75-89 ans    | 10,0   |
| 17,4   | 60-74 ans    | 18,1   |
| 19,9   | 45-59 ans    | 21,0   |
| 19,1   | 30-44 ans    | 17,6   |
| 17,5   | 15-29 ans    | 14,8   |
| 19,7   | 0-14 ans     | 16,3   |

| Hommes | Classe d’âge | Femmes |
| ------ | ------------ | ------ |
| 0,5    | 90 ou +      | 1,4    |
| 5,3    | 75-89 ans    | 8,1    |
| 14,8   | 60-74 ans    | 16,2   |
| 19,1   | 45-59 ans    | 18,4   |
| 19,5   | 30-44 ans    | 18,7   |
| 20,7   | 15-29 ans    | 19,1   |
| 20,2   | 0-14 ans     | 18     |

### Sports et loisirs
- En 2008, les clubs de basket-ball féminin de Saint-Amand-les-Eaux (Union Saint-Amand Porte du Hainaut) et Valenciennes (USVO) fusionnent pour former le Hainaut Basket. Après le désistement de Valenciennes, le nom de la ville thermale est inclus dans le nom du club. Il évolue pour la saison 2013 – 2014 en LFB après avoir été relégué puis repêché, à la suite des problèmes financiers d'Aix-en-Provence et Perpignan. Rebaptisé Saint-Amand Hainaut Basket, le club termine en neuvième position.
- En 2013, le club de tennis masculin est champion des Interclubs DN1A (deuxième division nationale), et a joué les Interclubs 2014 au plus haut niveau.
- Handball : Le HBCSA-PH représente la ville dans les différentes compétitions auxquelles il participe. L'équipe féminine accède en Division 2 en 2015 puis en LFH, le plus haut niveau du handball féminin français, en 2018. C'est la meilleure équipe de handball féminin de la région des Hauts-de-France.[source insuffisante]
- Les championnats de France de cyclisme sur route 2012 (épreuves élites messieurs, amateurs et dames) ont eu lieu dans la ville.
- La ville a également terminé en 1re place du jeu télévisé Intervilles, en 2013.

### Vie associative
- L'AAMCS, créée en 1985, anime le chemin de Fer à Vapeur de la Scarpe, qui dispose d'une importante collection de matériel ferroviaire historique [72].

## Économie
En 2006, on note :

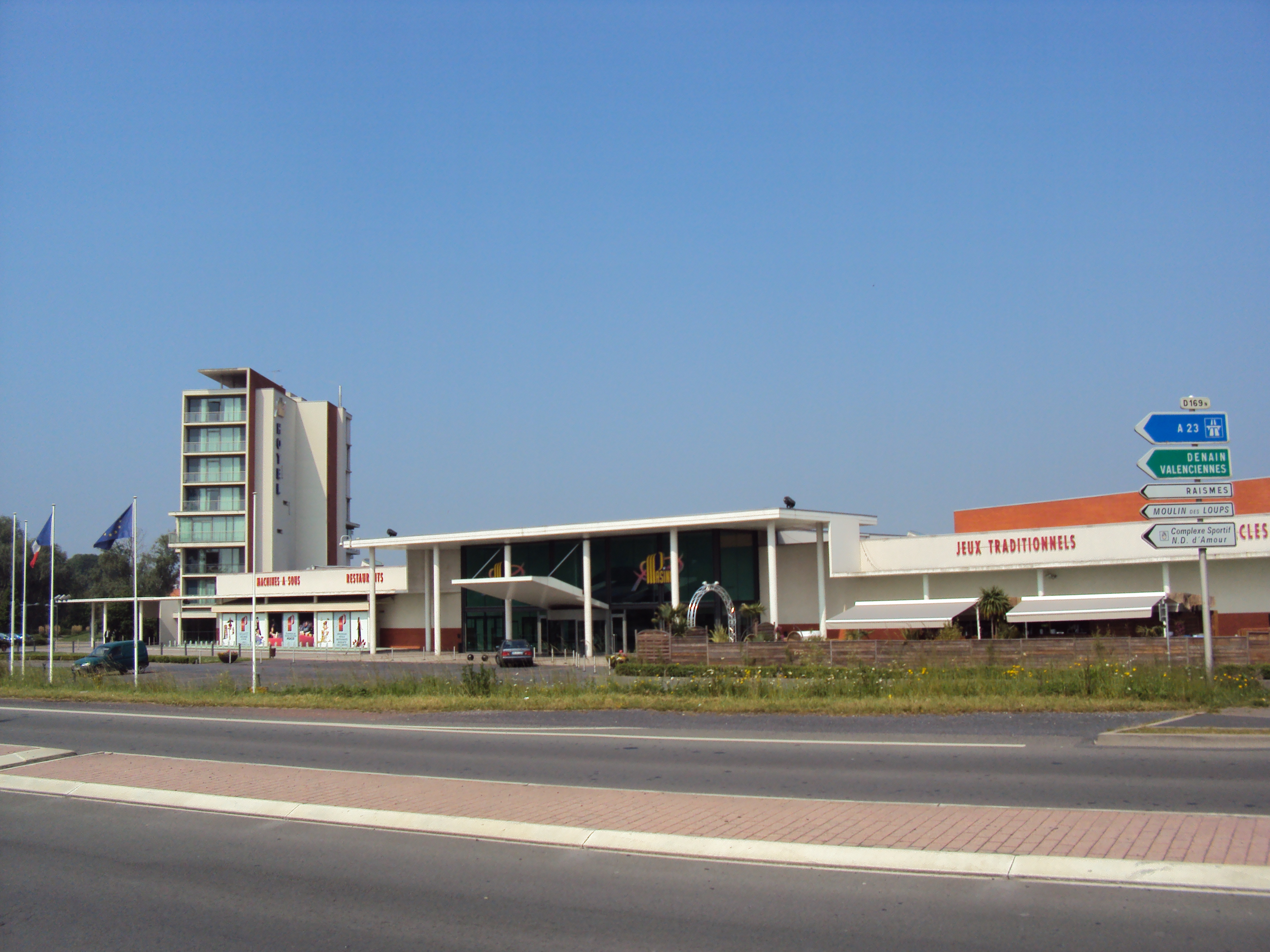
Le casino de Saint-Amand.

- Industrie agroalimentaire : eau minérale Saint-Amand (Société des Eaux Minérales Saint-Amand), brasserie de Saint-Amand ;
- GlaxoSmithKline: GSK Vaccines, fabrication d'adjuvants de vaccins[73] ;
- Le casino, nommé Pasino (groupe Partouche) ;
- L'équipementier Delos Industries (racheté par le fonds d'investissement Green Recovery, qui l'a revendu en août 2007 à ABRF).

## Culture locale et patrimoine

### Lieux et monuments

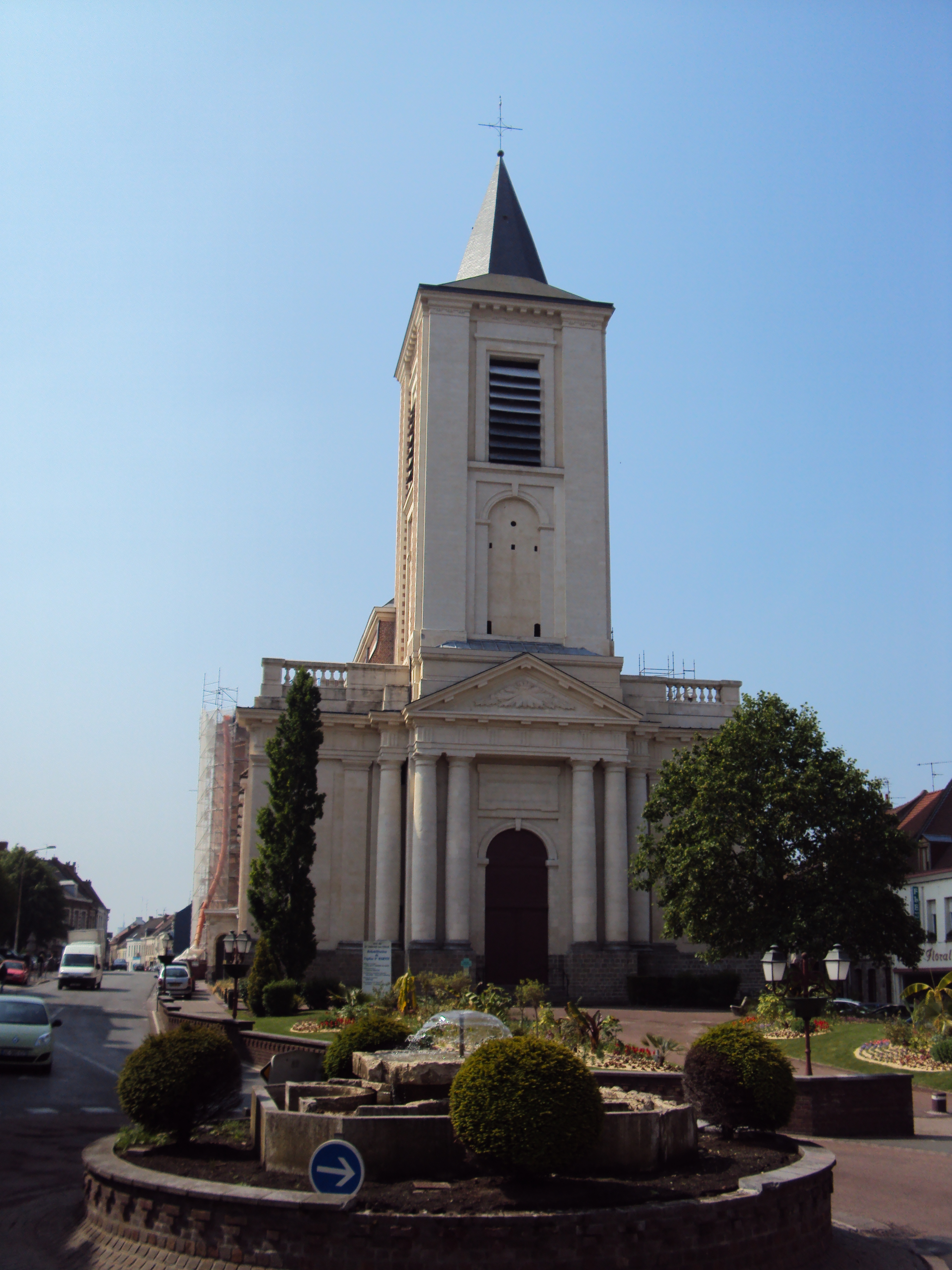
L'église Saint-Martin.

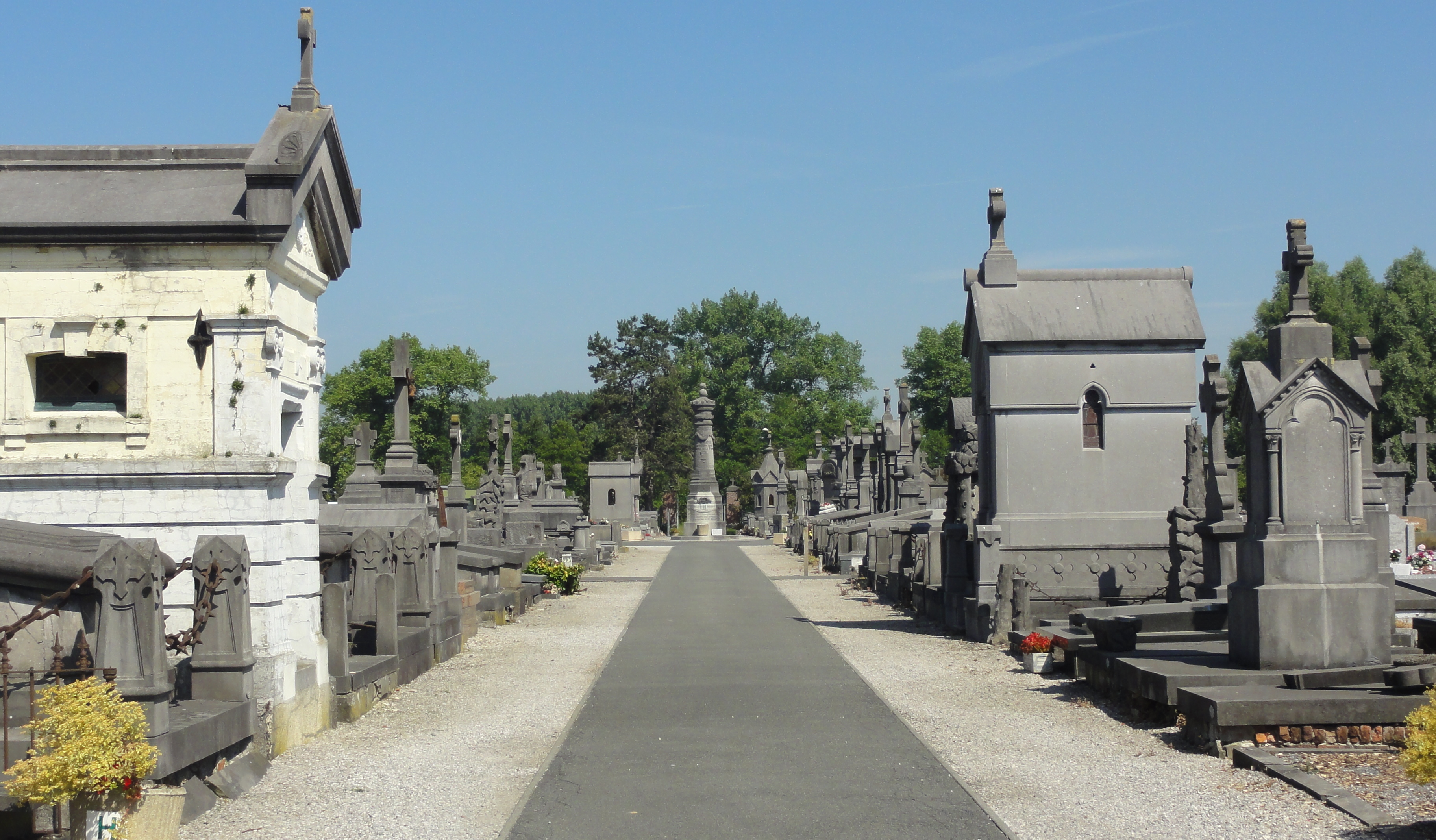
Le cimetière central.

#### Lieux d'origine civile
- Brasserie Bouchart (milieu du XIXe siècle - début XXe siècle) ;
- Hôtel de ville
- Gare de Saint-Amand-les-Eaux
- Thermes de Saint-Amand-les-Eaux
- Théâtre municipal
- Musée municipal de la Tour abbatiale
- Échevinage
- Cimetière central

#### Lieux d'origine catholique
Saint-Amand est pourvu de nombreux lieux catholiques ou d'origine catholique.
- La ville est dotée de l'abbaye d'Elnon, maintenant démantelée, mais dont il reste le prieuré (ou échevinage) et la tour de l'ancienne église abbatiale (classée aux Monuments historiques depuis 1846) actuellement musée consacré à l'art de la céramique et à l'art religieux ;
- Abbaye de Notre-Dame-de-la-Paix ;
- Église paroissiale Saint-Martin, reconstruite en 1783 ;
- Église paroissiale Sainte-Thérèse ;
- Église paroissiale Saint-Jean-Baptiste.

### Thermalisme

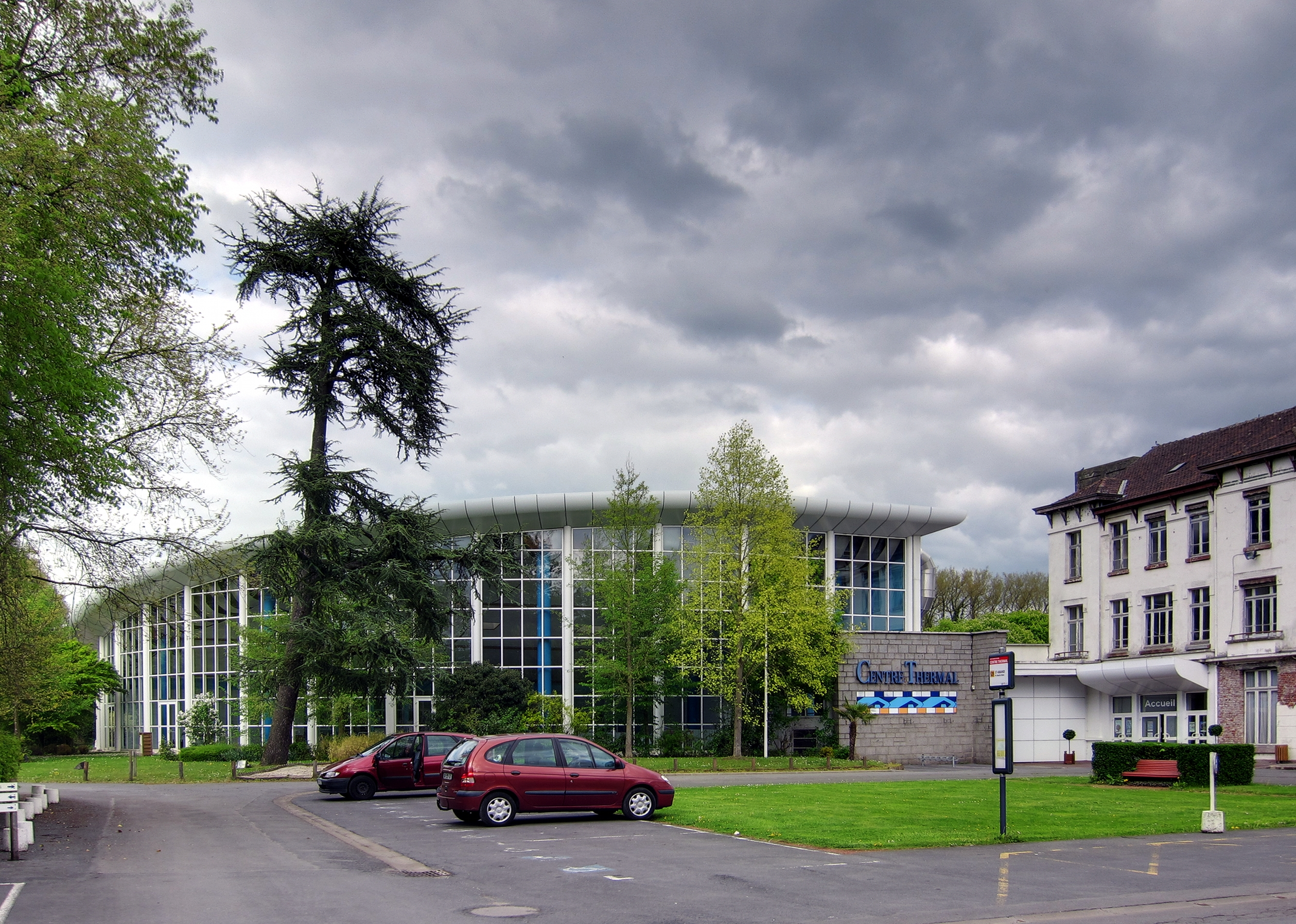
Les thermes de Saint-Amand

Cité touristique et thermale — ce qui lui a valu la deuxième partie de son nom — la ville est également connue pour la qualité de ses eaux minérales. On y compte quatre sources : la Fontaine-Bouillon, le Pavillon-Ruiné, la Petite-Fontaine et la Fontaine de l'Évêque-d'Arras.
Spécialisés dans le traitement de la rhumatologie et des voies respiratoires, les thermes de Saint-Amand-les-Eaux disposent de bassins d'eaux sulfureuses, sulfateuses, calciques et magnésiennes ainsi que de cabines d'application de boue sulfureuse et d'hydrothérapie. Ils sont ouverts de mars à novembre et accueillent 2 500 m2 de services.
- En 50 av. J.-C., les vertus des sources étaient déjà connues des Romains, qui avaient bâti des thermes sur le site. Négligées puis abandonnées durant le Moyen Âge, les sources furent « redécouvertes » par le maréchal de Boufflers, qui fit exécuter d'importants travaux de réfection et de captage des eaux.
- En 1689, Jean Racine fit un éloge des eaux thermales de Saint-Amand en ces termes : « J'espère que nous pourrons nous trouver lui et moi à Saint-Amand le printemps prochain; car on a en tête que ces eaux-là me sont très bonnes aussi bien qu'à lui. M. de Cavoie s'en est trouvé à merveille et on me demande qu'il ne s'est jamais porté si bien qu'il fait et qu'il a repris, non seulement sa santé, mais même toute sa gaieté »[75].
- 1927 : mise en bouteille.
- 1971 : mise en bouteille PVC.
- 1991 : jumelage avec la ville thermale italienne de Tivoli en raison de leur activité thermale bimillénaire mise en place par les Romains.

Il a été question d'exploitation géothermique de la nappe, ce qui pourrait éventuellement interférer avec les autres usages de cette eau qui peut d'ailleurs être légèrement radioactive à certaines profondeurs.

### Personnalités liées à la commune
- Saint Amand, mort en 679 à Saint-Amand.
- Jean Second (1511-1536), poète néolatin décédé à Saint-Amand, où il est enterré.
- Alexandre Dubois, prêtre jansénisant.
- Pierre Joseph Fauquez, (+1741) dans la commune, échevin de la ville et créateur de la faïencerie Fauquez, à Saint-Amand en 1718. Inhumé à Tournai.
- Casimir Davaine (1812-1882), né à Saint-Amand-les-Eaux, médecin.
- Louise Nicolle (1847-1889), née à Saint-Amand-les-Eaux, créatrice d'un patronage pour les jeunes filles indigentes.
- Émile Davaine, (1862-1937), né et décédé à Saint-Amand (Nord), homme politique.
- Henri-Edmond Canonne (1867-1961), né à Saint-Amand-les-Eaux, pharmacien français et collectionneur d'art, inventeur de la pastille Valda.
- Georges Raviart (1875-1956), médecin spécialisé dans les affections psychiatriques.
- Louise de Bettignies (1880-1918), résistante.
- Jean Preuss (1904-1986), coureur cycliste mort à Saint-Amand-les-Eaux.
- Robert Lannoy (1915-1979), né à Saint-Amand-les-Eaux, compositeur, directeur du conservatoire de Lille (1946-1979), carillonneur.
- Georges Donnez (1922-2001), avocat, maire (1953-1995), conseiller général (1958-2001), député (1973-1978), parlementaire européen (1979-1989) socialiste, puis PSD (réformateur, centriste puis UDF), homme politique connu du grand public par sa participation à l'émission de télévision Intervilles.
- Pierre Lorthioir (1937-2010), artiste-peintre, né à Saint-Amand-les-Eaux.
- Jacques Guiot (1945-), coureur cycliste, né à Saint-Amand-les-Eaux.

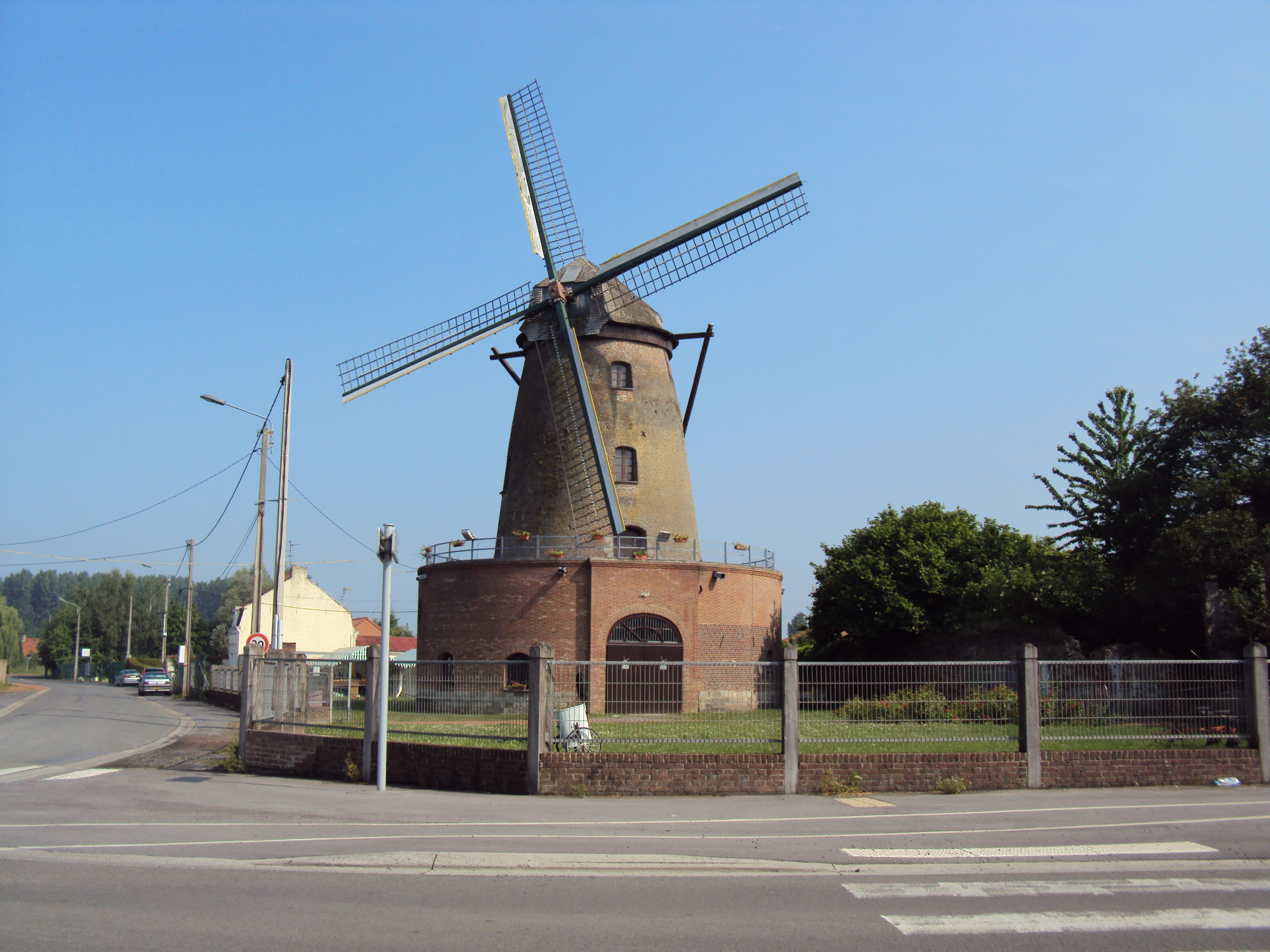
« Le moulin blanc ».

- Cécile Nowak (1967-), judokate, médaille d'or aux Jeux olympiques de Barcelone en 1992.

### Héraldique
| Blason de Saint-Amand-les-Eaux | Blason  | De sinople à l'épée haute d'argent garnie d'or, accostée de deux fleurs de lys du même. |
| Blason de Saint-Amand-les-Eaux | Détails | Le statut officiel du blason reste à déterminer.                                        |

## Pour approfondir